# Franz Hubert Timmermann
Franz Hubert Timmermann (* 5. April 1933 in Gelsenkirchen) ist ein deutscher Jurist, Autor und Musikproduzent.

## Leben
Franz Hubert Timmermann, Dr. jur., wurde am 5. April 1933 in Gelsenkirchen geboren. Die Familie stammt vom Niederrhein und aus Westfalen. Seine Mutter ist die Musikpädagogin, Pianistin und Komponistin Leni Timmermann (1901–1992). Er besuchte die Volksschule in Marl-Hüls und die Oberschulen in Warstein und Marl. Nach dem Abitur studierte er 1952–1958 Volkswirtschaftslehre und Rechtswissenschaft an der Universität Münster bis zum ersten juristischen Staatsexamen. Nach der Referendarzeit in Nordrhein-Westfalen 1959–1962 und dem zweiten juristischen Staatsexamen arbeitete er 1963 als Richter am Landgericht Essen, 1964–1968 an der Universität Münster als Doktorand (Der baurechtliche Nachbarschutz) und Assistent am Institut für öffentliches Recht und Politik, 1969–1998 als Wissenschaftlicher Referent der Handelskammer Hamburg. 1974 heiratete er die Verwaltungsoberrätin Helga Vetterlein, die im Jahre 2000 verstarb. Seit 1967 sind zahlreiche Beiträge erschienen, die sich teils auf seine Tätigkeit als Jurist, teils auf das kompositorisch-musikpädagogische Erbe von Leni Timmermann beziehen. Ab 1998 wirkt er zudem international als Musikproduzent(Label: Leni’s Music LC 12492). Er engagiert sich für die Musikalische Früherziehung sowie für die Förderung Jugendlicher in der Chorpraxis. Diesen Anliegen dient auch der von ihm ins Leben gerufene Leni-Timmermann-Preis, der erstmals 2005 an die deutsch-ukrainische Pianistin und Musikpädagogin Margarita Feinstein (Jahrgang 1965) verliehen wurde. Unter anderem war Franz Hubert Timmermann Präsident der musikalischen „Günter-Bergmann-Gesellschaft“, Münster.

## Werke

### CDs
- Chorlieder, Münster: Agenda 2001.
- Leni Timmermann Revue, Münster: Agenda 2007, ISBN 978-3-89688-326-1.
- Das ewig Weibliche, Münster: Agenda 2008
- Das Wunder von Bethlehem/Miracle of Bethlehem. Weihnachtslieder. David V. Cox arr., Münster: Agenda 2003.
- Lieder aus dem Sauerland. Ein musikalisches Porträt der Bergstadt Lüdenscheid, Münster: Agenda 2002.